# Емерсон Шејк
Емерсон Шејк (6. септембар 1978) катарски је фудбалер.

## Каријера
Током каријере играо је за Сао Пауло, Фламенго, Коринтијанс Паулиста, Ботафого и многе друге клубове.

## Репрезентација
За репрезентацију Катара дебитовао је 2008. године. За национални тим одиграо је 3 утакмице.

## Статистика
| Катар  | Катар | Катар |
| Год.   | Ута.  | Гол.  |
| ------ | ----- | ----- |
| 2008   | 3     | 0     |
| Укупно | 3     | 0     |